# Grammitis adspersa
Grammitis adspersa là một loài dương xỉ trong họ Polypodiaceae. Loài này được Blume Blume mô tả khoa học đầu tiên năm 1830.